# Saramthali (Kavrepalanchok)
Pour les articles homonymes, voir Saramthali.
Saramthali (en népalais : सरमथली) est un comité de développement villageois du Népal situé dans le district de Kavrepalanchok. Au recensement de 2011, il comptait 1 071 habitants.